# Vandaag over een jaar
Vandaag over een jaar is een reality-televisieprogramma op de Vlaamse televisiezender Eén, gepresenteerd door Cath Luyten.

## Concept
Het programma volgt onbekende mensen die op een jaar tijd een droom willen verwezenlijken. Zowel grote als kleine plannen komen aan bod, 50 kg vermageren, kindje adopteren, een lief vinden, de Mont Ventoux beklimmen, een angst overwinnen. 
Het decor van het programma bestaat uit 2 tunnels. De gasten komen langs de ene tunnel binnen om te vertellen wat zij willen verwezenlijken in een jaar tijd. Daarna gaan ze door dezelfde tunnel terug weg om een jaar later langs de andere tunnel terug de studio in te wandelen. Vervolgens wordt er dan verteld of ze hun droom gerealiseerd hebben, en wordt er beeldmateriaal getoond van hun reis.